# Ecbolemia singalesia
Ecbolemia singalesia är en fjärilsart som beskrevs av George Francis Hampson 1918. Ecbolemia singalesia ingår i släktet Ecbolemia och familjen nattflyn. Inga underarter finns listade i Catalogue of Life.